# Байрамов, Нуры
Нуры Байрамов (30 января 1933, аул Мюльк-Букри, Мервский район, Туркменская ССР, СССР — 1993) — туркменский поэт и писатель, переводчик. Кандидат филологических наук.

## Биография
Родился в семье чабана (ныне — Векилбазарский этрап, Марыйский велаят, Туркменистан).
Работал учителем начальных классов в ауле. В 1957 окончил филологический факультет Туркменского государственного университета им. Горького.
С 1957 года заведовал отделом литературы и искусства редакции республиканской пионерской газеты «Мыдам тайяр». С 1964 года — главный редактор Госкомиздата ТССР.
В 1965 г. вступил в КПСС.
С 1966 года — редактор газеты «Мыдам тайяр» и журнала «Пионер». С 1969 года — заведующий редакцией издательства «Туркменистан».

## Творчество
Начал публиковаться в 1948 году. Автор стихов и поэм («Мелодии Каракумов», «Ждите меня», «Сыновний долг», «Границы Родины», «Чудо в пустыне»), рассказов (сб. «Случай в фисташковой роще»), очерков, повестей («Если лежит душа», «Кандым Назарович и его ученики», «Колодец Дэвли», «Ядовитая плотина»), поэтических сборников для детей («Легенда о счастье», «Песенки семян», «Меред и солнце», «Песня тюльпанов»).
Переводил на туркменский язык А. С. Пушкина, М. Ю. Лермонтова.

### Избранные публикации на русском языке
Источник — Электронные каталоги РНБ
- Байрамов Н. Где сад расцвел : Рассказы о Туркмении : [Для дошк. возраста] / Пересказал прозу и пер. стихи В. Приходько. — М.: Дет. лит., 1990. — 125 с. — 100 000 экз. — ISBN 5-08-000939-X.
- Байрамов Н. Голос пустыни : Стихотворения. Поэмы / Пер. с туркм. — М.: Худож. лит., 1982. — 191 с. — (Содерж.: Стихотворения; Поэмы: Махтумкули; Хауз-Хан; Двенадцать месяцев среди зарослей саксаула). — 10 000 экз.
- Байрамов Н. Долгая дорога : Рассказы и повести : [Для ст. и сред. шк. возраста] / Пер. с туркм. — Ашхабад: Магарыф, 1986. — 405 с. — (Содерж.: Повести: Семерка отважных; Сахрагуль — степной цветок; Если лежит душа…; Я плакал о своем детстве; Цветок гребенчука; Долгая дорога; Рассказы: Узоры на песке; Мгновения; Ожидание; Первая фотография; Журавли; Чакмак — чудный камень; Родина). — 27 000 экз.
- Байрамов Н. Зерно : Стихи / Пер. с туркм. — М.: Сов. писатель, 1986. — 189 с. — (Содерж.: Стихи; Ашхабадская поэма). — 5700 экз.
- Байрамов Н. Колодец Дэвли : [Повесть : Для сред. шк. возраста] / Пер. с туркм. Д. Прокофьева. — Ашхабад: Туркменистан, 1966. — 168 с. — 10 000 экз.
- Байрамов Н. Мелодия Каракумов : Стихи и поэма [«Хауз-Хан»] / Авториз. пер. с туркм. Ю. Гордиенко. — М.: Сов. писатель, 1974. — 95 с. — 6000 экз.
- Байрамов Н. Моя Туркмения : [Для дошк. возраста] / Пер. с туркм. — М.: Малыш, 1981. — 26 с. — 300 000 экз.
- Байрамов Н. Образ преобразователя пустыни в туркменской советской поэзии : Автореф. дис. … канд. филол. наук. — Ашхабад, 1972. — 36 с.
- Байрамов Н. Песни тюльпанов : Стихи : [Для мл. школьного возраста] / Пер. с туркм. — М.: Дет. лит., 1976. — 63 с. — 100 000 экз.
- Байрамов Н. Приехал брат : [Стихи : Для дошк. возраста] / Пер. с туркм. В. Приходько. — М.: Малыш, 1988. — 27 с. — 150 000 экз.
- Байрамов Н. Самый лучший друг : Стихи : [Для мл. шк. возраста] / Пер. с туркм. — М.: Дет. лит., 1983. — 95 с. — 100 000 экз.
- Байрамов Н. Солнце для всех : Стихи и поэмы : [Для сред. и ст. шк. возраста] / Пер. с туркм. — Ашхабад: Магарыф, 1988. — 137 с. — (Содерж.: Циклы: Моя радуга; Солнце для всех; О чем поют тополя; Колыбельная в степи; Сладкий сон; Сказки, поэмы: Сказка о золотом цветке; Меред и солнышко; Двенадцать месяцев среди зарослей саксаула; Я готов!). — 13 000 экз.
- Байрамов Н. Степные дороги — дороги судьбы : Роман в повестях / Авториз. пер. с туркм. Г. Красиной. — М.: Сов. писатель, 1983. — 272 с. — (Содерж.: Материнское сердце; Гнев; Надежда). — 30 000 экз.
- Байрамов Н. Узоры на песке : [Для мл. шк. возраста] / Пересказал с туркм. В. Приходько. — М.: Малыш, 1990. — 28 с. — 150 000 экз.
- Байрамов Н. Чудо в пустыне : [Стихи] / Пер. с туркм. Н. Панченко. — М.: Сов. писатель, 1978. — 135 с. — 10 000 экз.
- Байрамов Н. Это я, солнце : [Стихи : Для дошк. возраста] / Пер. с туркм. В. Приходько. — М.: Малыш, 1980. — 34 с. — 200 000 экз.
- Рождение Гер-оглы : [Туркм. нар. эпос : Для сред. и ст. шк. возраста] / Пересказ Н. Байрамова; Пер. с туркм. — Ашхабад: Магарыф, 1985. — 125 с. — 80 000 экз.

## Награды и признание
- Медаль «За любовь к Отечеству» (21 октября 2016 года, посмертно) — за большие успехи в упрочении независимости и суверенитета Туркменистана, приумножении экономического потенциала и международного авторитета страны, реализации государственных программ по планомерному развитию промышленной, нефтегазовой, транспортно-коммуникационной, сельскохозяйственной и водохозяйственной отраслей, других секторов экономики, в образцовой государственной и общественной деятельности, за весомый вклад в ускоренное развитие сфер науки и техники, литературы, культуры и искусства, физкультуры и спорта, образования, здравоохранения и социальных услуг, воспитание молодёжи в духе безграничной любви, уважения и преданности Родине, мужества и добросовестности, учитывая особые заслуги перед независимым государством и родным народом, многолетний добросовестный, и самоотверженный труд, а также в ознаменование славного 25-летнего юбилея великой независимости нашего нейтрального государства[1].
- премия Комсомола Туркменистана (1977) — за поэтические сборники для детей «Легенда о счастье», «Песенки семян», «Меред и солнце», «Песня тюльпанов».

## Память
В честь Нуры Байрамова названа улица в Ашхабаде.